# Cinema Scala (Gent)

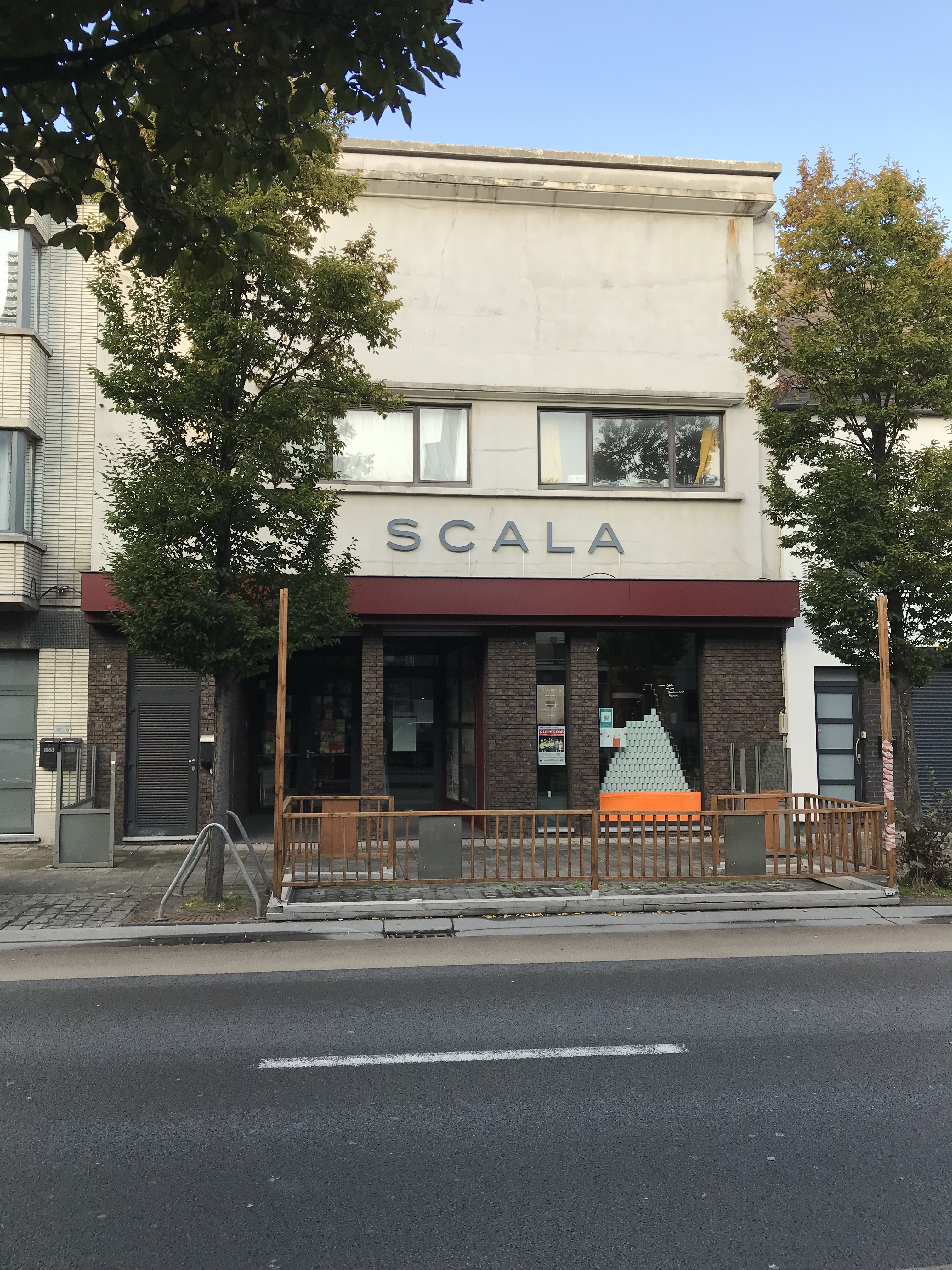
Theater Scala, Dendermondsesteenweg 163 (19/10/2021)

Cinema Scala is een voormalige bioscoop gelegen aan de Dendermondsesteenweg te Gent. De bioscoop was actief van 1954 tot 1977 en beschikte in die periode over een van de grootste cinemazalen van de stad Gent.

## Geschiedenis

### Oorsprong
Aan het eind van de 19de eeuw kende Gent onder invloed van de uitbreidende industrie een belangrijke bevolkingsgroei. Het stadsbestuur reageerde hierop met ingrijpende urbanisatieprojecten. Hierdoor werden onder meer enkele belangrijke arbeiderswijken gevormd. Deze wijken verschaften kansen aan lokale ondernemers om een groot publiek te bereiken.
In 1913 vroeg Georges Posthumus toestemming aan het stadsbestuur om een cinema te bouwen aan de Dendermondsesteenweg. Hij startte met de bouw van de zaal. Het resultaat was een multifunctionele ruimte waar naast filmvoorstellingen ook dansfeesten en cabaret werden georganiseerd. Pas na de Tweede Wereldoorlog zou de zaal zich volledig toeleggen op filmvertoningen.

### Heroprichting
Op 26 november 1954 zorgde Gustaaf Van Lerberghe voor een doorstart van cinema Scala. Voortaan was Scala een volwaardige cinema met alle voorzieningen die daarmee verbonden waren. Scala beschikte over een grote zaal waarin 750 mensen plaats konden nemen. Dit aantal was mogelijk door de opstelling van de zitplaatsen. Deze werden, zoals in de hedendaagse cinema’s, oplopend geplaatst om zo voor iedere bezoeker een goed zicht op de vertoning te verzekeren. Ook aan het comfort van de bezoekers werd gedacht. Zij hoefden niet langer in het donker hun plaats op een houten bank te zoeken. De zaal beschikte immers over kleine verlichting in de muur en over zetels.

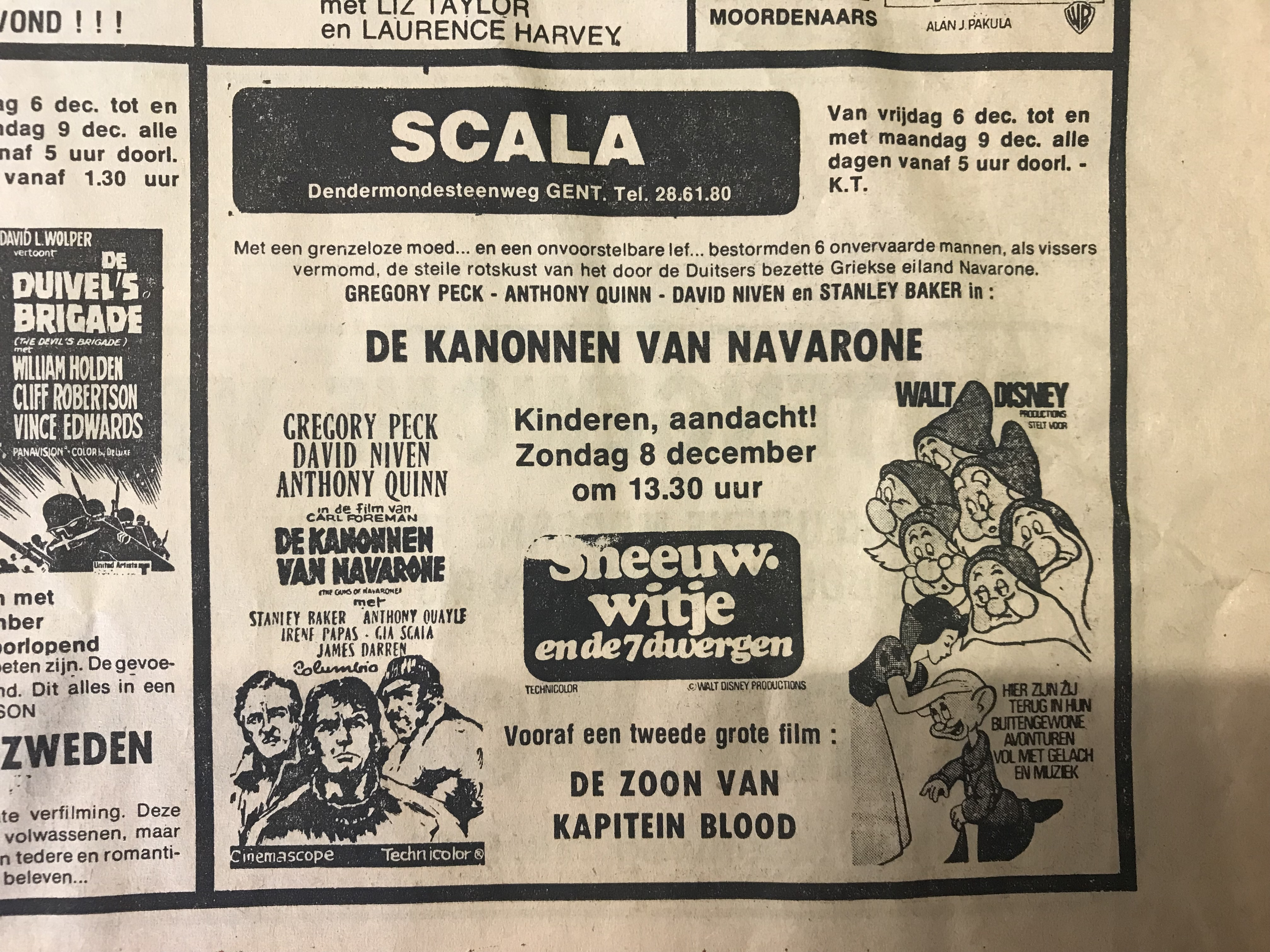
Advertentie filmvoorstelling Cinema Scala. Zowel films voor kinderen als voor volwassenen werden ingepland. (E3 Groot Gent, 5.12.1974).

Deze inzet op luxe kwam er niet zomaar. De bioscoopsector kende een grote bloei in de naoorlogse jaren. Dit betekende veel publiek, maar ook veel nieuwe zalen. Om de concurrentie met de andere zalen aan te gaan en publiek naar de eigen cinema te trekken, werden dus investeringen gedaan die de aantrekkelijkheid van een cinemabezoek verhoogden. Scala programmeerde ook een divers aanbod aan films om zowel kinderen als volwassenen aan te spreken.

### De bioscoopcrisis
Vanaf het einde van de jaren 1950 kwam de bioscoopsector onder druk te staan. De bezoekersaantallen daalden, vooral in de wijkcinema’s, terwijl de kosten van de uitbating toenamen. Verschillende factoren lagen aan de basis van deze ontwikkeling. Zo zorgde de uitbouw van de welvaartsstaat voor een toename van de koopkracht van veel mensen. Samen met de toegenomen mobiliteit door de doorbraak van de auto en de bromfiets betekende dit dat het budget voor vrijetijdsbesteding op een andere manier werd besteed. (Dag)toerisme, theater, sport en restaurants werden breder toegankelijk en namen de plaats van de cinema als ontmoetingsruimte in. Daarnaast speelde ook de opkomst van de televisie een belangrijke rol. Vanaf de jaren 1960 werden steeds meer films op televisie getoond. Cinema’s moesten zich dus via technologische vernieuwingen gaan profileren.
Wijkzalen als Scala werden door deze ontwikkelingen in een moeilijke situatie gebracht. Niet alleen hadden veel particuliere uitbaters de middelen en mogelijkheden niet om te vernieuwen, ook zij die de middelen wel hadden waren niet zeker van hun voortbestaan door de lage bezoekersaantallen. Velen waren genoodzaakt de prijzen te verhogen, wat de aantrekkelijkheid niet ten goede kwam.

### Transformatie en sluiting
Tijdens de jaren 1970 zochten verschillende cinema’s een antwoord op de crisis in specifieke programmaties. Sommigen legden zich toe op het als eerste in de zalen brengen van grote blockbusterfilms. Anderen stapten over op erotische films die niet op televisie te zien waren. Ook Scala zette in op films met het label ‘kinderen niet toegelaten’. De bioscoop slaagde er echter niet in om voldoende publiek te trekken en moest in 1977 noodgedwongen de deuren sluiten. Scala was daarmee een van laatste wijkcinema’s in Gent die definitief dicht ging. Alleen de grote centrumzalen wisten te overleven.

## Nieuwe functie

### Bankkantoor en polyvalente zaal
Na de sluiting van cinema Scala werd gezocht naar een nieuwe functie voor het gebouw. Aanvankelijk werd een handelszaak in het gebouw ondergebracht, maar deze werd al snel vervangen door een bankkantoor. De Algemene Spaar- en Lijfrente Kas (ASLK), die het gebouw had gekocht, wilde naast een bankfiliaal aan de straatkant ook een polyvalente theaterzaal inrichten in de oude cinemazaal. De bouw van deze zaal werd echter niet afgerond door onvoorziene kosten. Toch gebruikten verschillende theatergezelschappen nadien het gebouw als tijdelijke speelplaats.  

### Theater Scala
In 2002 slaagde de stad Gent er in om het gebouw te kopen met de bedoeling het om te bouwen tot theater met repetitie- en vergaderruimtes en twee foyers. Het was een antwoord op de grote vraag naar infrastructuur van lokale theatergroepen. De stad sloot een overeenkomst met vzw Theaterplatform die het gebouw ter beschikking kreeg en kon uitbouwen tot cultuurhuis en centrum voor amateurtoneelgezelschappen. Op 1 december 2009 opende Theater Scala officieel de deuren. Vzw Theaterplatform bleef het huisgezelschap van Scala tot de zomer van 2021. Als gevolg van de coronapandemie werd de vzw opgesplitst in drie delen. Vree Wijs! Theater werd daardoor het nieuwe huisgezelschap.